# Paradox (Magazin)
Paradox (Eigenschreibweise PARADOX) ist eine Musikzeitschrift aus Graz. Das Magazin erscheint halbjährlich und beschäftigt sich mit der Szene für zeitgenössische Musik aus Österreich.

## Inhalt und Konzept
Das Ziel der gratis angebotenen Zeitschrift Paradox ist es, über die die zeitgenössische Musikszene aus Österreich, sowohl von außen durch Autoren als auch von innen durch Musiker in Form von Artikeln, Coverstorys, Essays, Interviews und Reportagen über zumeist jungen österreichischen Künstlern, zu berichten. Als Chefredakteure agieren Julia Nestler und Georg Zsifkovits. Sie arbeiten mit einem rund dreißigköpfigen Team aus Redakteuren, Fotografen und Kameraleuten zusammen.
Inhaltlich widmet sich das Magazin den Genres Rock, Metal, Hip-Hop, Electro und Pop. So veröffentlichte Paradox in den letzten Ausgaben u. a. Artikel über Yasmin Hafedh, Mefjus, Farewell Dear Ghost, Wanda, Cannonball Ride, Johann Sebastian Bass, Julian le Play, Joshi Mizu, Folkshilfe, Olympique oder The Uptown Monotones.
Erstmals ist das Magazin im Juni 2015 erschienen und hatte, laut einer Studie der Bundeshandelsakademie Oberpullendorf sowie der Zeitschrift Der Standard, eine Auflage von ca. 200.000 gedruckten Exemplaren (Stand 2016). Das Magazin und liegt in allen neun Bundesländern als Gratisexemplar in diversen privaten und öffentlichen Institutionen aus, darunter im Institut für Musikwissenschaft Graz, der Universität Graz oder der Musikhochschule Wien.
Zielgruppe sind Leser zwischen 18 und 35 Jahren.